# Uli Hoeneß
Uli Hoeneß (født 5. januar 1952) er en tidligere tysk fodboldspiller, der i perioden 1972-1976 spillede 35 landskampe og scorede 5 mål. På klubplan har han primært været knyttet til Bayern München (hvor han fra 1979 til 2014 besatte manager-posten), men har også spillet for FC Nürnberg. Han er uddannet slagter og har en bror – Dieter Hoeneß – der ligeledes er tidligere fodboldspiller.
I foråret 2013 kom det frem at de tyske skattemyndigheder havde Hoeneß under luppen og under den efterfølgende retssag indrømmede han skatteunddragelse for €18,5mio. Han blev derefter den 13. marts 2014 fundet skyldig i syv alvorlige tilfælde af skatteunddragelse og idømt 3 ½ års fængsel. Dagen efter trådte han tilbage som formand for Bayern München.
1. ↑  Navnet er anført på bokmål og stammer fra Wikidata hvor navnet endnu ikke findes på dansk.
2. ↑  Navnet er anført på bokmål og stammer fra Wikidata hvor navnet endnu ikke findes på dansk.